# Solanderia misakinensis
Solanderia misakinensis är en nässeldjursart som först beskrevs av Inaba 1892.  Solanderia misakinensis ingår i släktet Solanderia och familjen Solanderiidae. Inga underarter finns listade i Catalogue of Life.